# Spirostreptus lepturus
Spirostreptus lepturus är en mångfotingart som beskrevs av Filippo Silvestri. Spirostreptus lepturus ingår i släktet Spirostreptus och familjen Spirostreptidae. Inga underarter finns listade i Catalogue of Life.